# Masumahs al-Mubarak
Massouma al-Mubarak (معصومة المبارك) , född 1947, var Kuwaits första kvinnliga minister och en av de tre kvinnor som var först av sitt kön att väljas in i det kuwaitiska parlamentet 2005. Hon är shiit.
al-Mubarak är tillika professor i statsvetenskap . Under 1970-talet utbildade hon sig vid University of Denver i USA och sedan 1982 har hon undervisat i statskunskap vid Kuwait University. Hon har under långt tid engagerat sig för kvinnors rättigheter i Kuwait. 20 juni 2005 tillträdde hon posten som hälsominister och blev därmed landets första kvinnliga minister, för att sedan lämna posten 25 augusti 2007 efter en brand på ett sjukhus i Jahra vilken orsakade tre människors död.. 